# André Chouraqui
André Chouraqui (ur. 11 sierpnia 1917 w Ajn Tumuszanat w Algierii, zm. 9 lipca 2007 w Jerozolimie) – francusko-izraelski prawnik pochodzenia żydowskiego, pisarz i polityk. W trakcie II wojny światowej członek francuskiego ruchu oporu. Po wojnie zaangażowany w dialog międzyreligijny, tłumacz Biblii i Koranu na język francuski.
W języku polskim ukazały się jego prace Życie codzienne ludzi Biblii (ISBN 978-83-06-02409-8), Dziesięć przykazań dzisiaj (ISBN 83-211-1625-6) oraz Czasy biblijne (ISBN 978-83-7799-328-6).